# U-11号潜艇 (1910年)
陛下之11号潜艇是德意志帝国海军建造的一艘潜艇或称U艇。它由但泽的帝国船厂承建，于1910年4月2日下水，至同年9月21日交付使用。U-11号是在第一次世界大战海战期间服役的329艘德国潜艇之一，并参加了大西洋潜艇战役。在其两次巡逻中，未能击沉任何船舶。1914年12月9日，U-11号在比利时海岸附近可能触雷沉没，26名船员全数罹难。

## 历史
U-11号于1910年4月2日在但泽的帝国船厂下水，并于同年9月21日交付使用。其首任艇长为海军中尉瓦尔特·福斯特曼；至第一次世界大战爆发时，海军上尉费迪南德·冯·苏赫奥多莱茨接替了他的职位。苏赫奥多莱茨共率艇执行了两次巡逻，未能击沉任何船舶。
1914年12月9日，U-11号离开泽布吕赫执行又一次巡逻，随后便下落不明。在英方屏障内触雷很可能是造成潜艇失事的主要原因。包括苏赫奥多莱茨在内的全部29名船员均罹难。潜艇残骸其后在多佛尔海峡附近的51°6′N 1°29′E / 51.100°N 1.483°E处被发现，但未打捞上岸。造成海损的其它原因也可能是人为错误或技术故障。

## 脚注
1. ↑  Gröner 1991，第4-6頁.
2. ↑  Helgason, Guðmundur. . German and Austrian U-boats of World War I - Kaiserliche Marine - Uboat.net.   [13 March 2015].
3. ↑  Herzog，第88頁.
4. ↑  Kemp，第10頁.